# High-bandwidth Digital Content Protection
High-bandwidth Digital Content Protection (HDCP) är en form av digitalt kopieringsskydd, utvecklat av Intel Corporation för att skydda digitalt lagrat ljud- och bildmaterial då det skickas över vissa gränssnitt (bland annat DVI och HDMI). Specifikationerna är proprietära och för att kunna bygga in HDCP-stöd i sina produkter krävs licens.
Före 2005 kunde HD-material skickas genom DVI och HDMI i samma upplösningar som HDCP-enheter nu visar, men då utan något digitalt kopieringsskydd. Eftersom HDCP nu har introducerats som en signalstandard kommer plasma, LCD-TV samt monitorer och projektorer med HDMI- och DVI-anslutningar inte längre att kunna visa HDCP-skyddat material, om de inte förses med enheter som tar bort skyddet.
Det finns enheter som kan konvertera HDCP-material till HDMI- och DVI-format, kända under namn som HDCP strippers och HDCP - HDMI / DVI converters. Dessa används normalt av personer som har köpt en bildskärm som inte klarar av att visa HDCP-skyddat material.